# Start the Party!
Start the Party! (ранее известная как Move Party) — компьютерная игра для PlayStation 3. Использует контроллер PlayStation Move. Игра была официально представлена в 2010 году на Game Developers Conference в Сан-Франциско. Первый проект, созданный Supermassive Games. Издана Sony Computer Entertainment. Представляет собой коллекцию мини-игр, которые используют PlayStation Eye. Выпущена 7 сентября 2010 года в Северной Америке и 17 сентября 2010 года в Европе.

## Сиквел
Start the Party! Save the World была выпущена в качестве загружаемой игры для PlayStation 3 через PlayStation Network 6 марта 2012 года. Поддерживает режим мультиплеерной игры до четырёх игроков, чьи альтер эго являются супергероями, которым необходимо спасти мир.

## Отзывы
| Сводный рейтинг | Сводный рейтинг |
| Агрегатор       | Оценка          |
| --------------- | --------------- |
| GameRankings    | 62,83 %         |